# Joe Grech
Pour les articles homonymes, voir Grech.
Joseph « Joe » Grech, né le 9 février 1934 à Cospicua et mort le 29 décembre 2024,, est un chanteur et compositeur maltais.
Il est notamment connu pour avoir été le premier à représenter Malte au Concours Eurovision de la chanson lors de l'édition 1971 à Dublin et d'y avoir interprété une chanson en langue maltaise à une audience internationale avec Marija l-Maltija.